# Mathieu de Verteuil
Mathieu de Verteuil, né le 22 avril 1765 à Rochefort et mort le 8 décembre 1793 à La Flèche est un militaire français et un officier royaliste de la guerre de Vendée.

## Biographie
Mathieu de Verteuil naît le 22 avril 1765 à Rochefort. Il est le fils de Jacques-Alexis de Verteuil, gouverneur de L'Île-d'Yeu.
Sous l'Ancien régime, il est sous-lieutenant au régiment de Languedoc.
En 1793, il participe à l'insurrection vendéenne dans les environs de Chantonnay et des Herbiers. Le 19 mars 1793, il participe notamment à la bataille de Pont-Charrault. Le 4 avril, il s'empare de Bournezeau. Il installe ensuite son quartier-général à Chantonnay, mais il est battu le 20 avril à Cheffois.
Il participe ensuite notamment à la bataille de La Châtaigneraie, aux batailles de Luçon et à la bataille de Torfou. De octobre à décembre 1793, il prend part à la virée de Galerne.
Il trouve la mort le 8 décembre 1793 lors de la bataille de La Flèche, où un boulet de canon lui emporte les deux jambes sur le pont de la ville,. 